# Broget fluesnapper
Den brogede fluesnapper (latin: Ficedula hypoleuca) er en op mod 13 centimeter lang fluesnapper i ordenen af spurvefugle. Den yngler i det meste af Europa og det vestlige Asien og overvintrer hovedsageligt i det vestlige Afrika. I Danmark lever fluesnapperen for det meste i løvskove eller i større haver og parker. Ynglebestanden er vurderet som sårbar på den danske rødliste.

## Ynglepladser
Den brogede fluesnapper udruger sine æg i naturlige redehuller og redekasser. Fra midten af maj måned udruges 5-8 æg over en periode på 14 dage, hvorefter ungerne er flyvefærdige efter 15-16 dage. Mens hunnen står for udrugningen, opretter hannen gerne flere redeterritorier for at lokke andre hunner til. Dette sker med en karakteristisk variabel og fyldig fuglestemme.

## Føde
Den æder især små spindlere og insekter, eksempelvis fluer og biller.